# Международный день по уменьшению опасности бедствий
Междунаро́дный день по сниже́нию ри́ска бе́дствий (на других официальных языках ООН: англ. International Day for Disaster Risk Reduction, араб. اليوم الدولي للحد من الكوارث, ‎исп. Día International para la Reducción de los Desastres, кит. 国际减灾日, фр. la Journée internationale de la prévention des catastrophes
) отмечается ежегодно 13 октября.
Генеральная Ассамблея ООН, провозгласив в Резолюции № 44/236 (1989) «Международное десятилетие по уменьшению опасности стихийных бедствий», объявила вторую среду октября Международным днём по уменьшению опасности стихийных бедствий и постановила отмечать его ежегодно в течение 1990—1999 гг.
В 2001 году Генеральная Ассамблея в своей Резолюции 56/195 постановила продолжать ежегодно отмечать этот Международный день, считая его одним из инструментов, содействующих формированию культуры уменьшения опасности стихийных бедствий, включая предотвращение стихийных бедствий, смягчение их последствий и обеспечение готовности к ним.
В 2009 году Генеральная Ассамблея в своей Резолюции 64/200, акцентируя внимание на важности уменьшения опасности всех бедствий, переименовала этот день в Международный день по снижению риска бедствий и постановила отмечать его 13 октября.

## Ежегодная тематика международного дня
- 2002 г. — «Уменьшение опасности для устойчивого развития горных районов»
- 2003 г. — «Повернуть вспять стихийные бедствия на благо устойчивого развития».
- 2004 г. — «Усвоение опыта борьбы с нынешними бедствиями для борьбы с будущими опасностями»
- 2005 г. — «Инвестирование в целях предотвращения бедствий».
- 2006 г. — «Деятельность по уменьшению опасности бедствий начинается со школы»
- 2007 г. — «Уменьшение опасности бедствий начинается в школе».
- 2008 г. —
- 2009 г. — «Безопасность больниц при стихийных бедствиях: снижение риска, защита больниц, спасение жизней».
- 2010 г. — «Устойчивость городов».
- 2011 г. — «Дети и молодые люди».
- 2012 г. — «Женщины и девочки».
- 2013 г. — «Роль инвалидов в деятельности по уменьшению опасности бедствий».
- 2014 г. — «Стойкость во имя жизни».
- 2015 г. — «Знания во имя жизни».
- 2016 г. — «Жизнь, чтобы рассказать об этом: осведомленность и снижение смертности».
- 2017 г. — «Дом, Безопасный дом: уменьшение воздействия, уменьшение перемещения».
- 2018 г. — «Сокращение экономических потерь в результате стихийных бедствий».
- 2019 г. — «Сокращение ущерба от стихийного бедствия критической инфраструктуре и разрушение основных услуг».
- 2021 г. — «Международное сотрудничество для развивающихся стран по снижению риска бедствий и потерь от них».
- 2022 г. — «К 2030 году значительно увеличить наличие и доступ к системам раннего предупреждения о многих опасных явлениях, а также общедоступной информации и оценкам риска бедствий».

## Статистические сведения
По отчёту «Международного банка данных стихийных бедствий» (IDD) в 2005 году в результате стихийных бедствий погибло 92 тысячи человек.